# Framboise

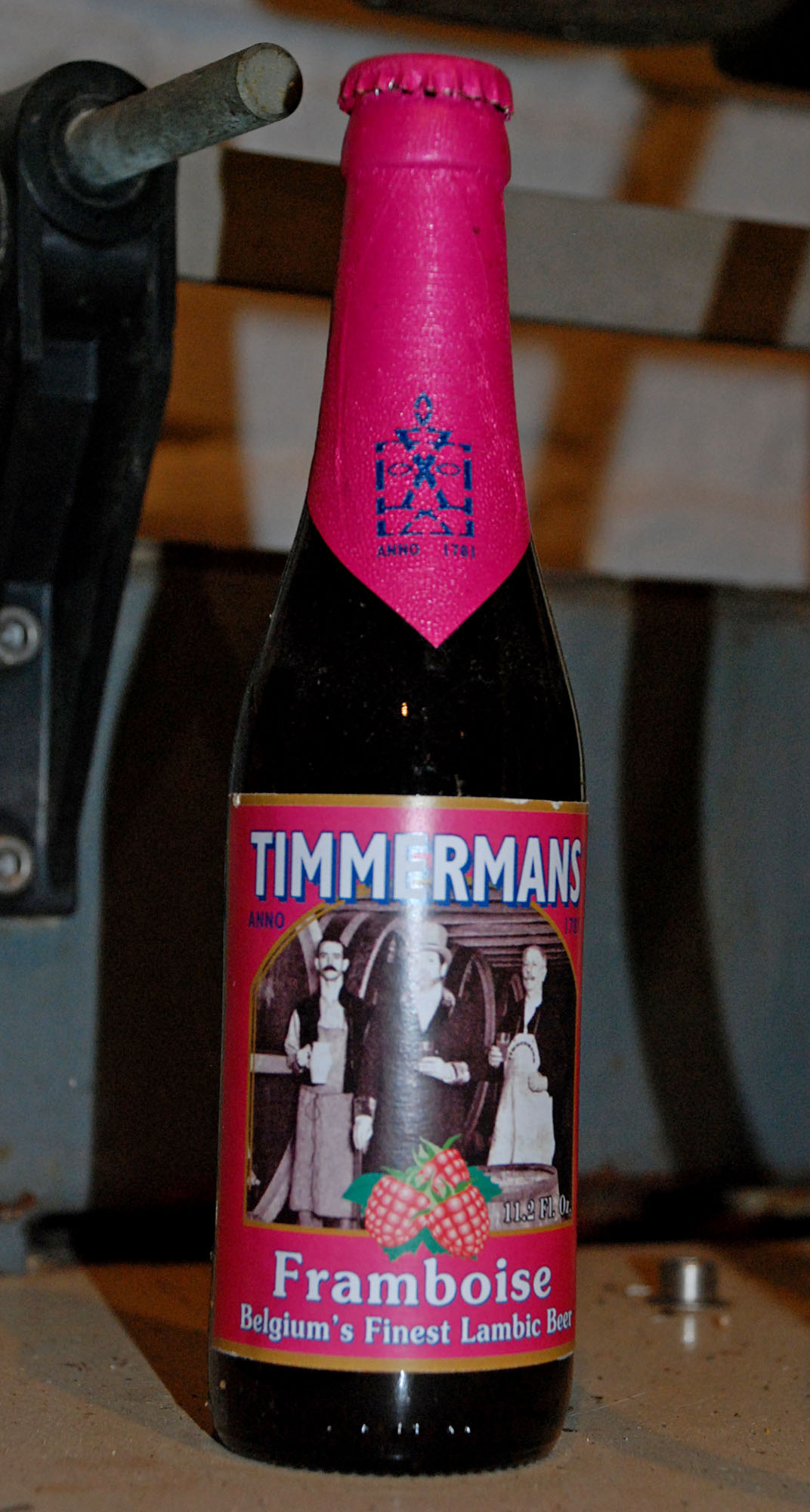
Una bottiglia di framboise

La Framboise è una tipologia di birra belga che prevede, in aggiunta al mosto, l'uso di lamponi in fase di fermentazione; solitamente essa è prodotta utilizzando come base una birra ale o lambic.